# Gustav List

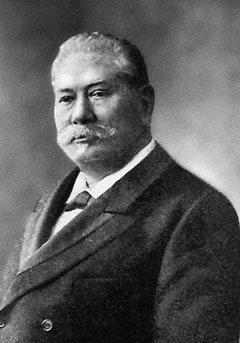
Gustav List

Gustav (Iwanowitsch) List (* 1835 in Berlin; † 17. Februar 1913 in Moskau) war ein Unternehmer in Moskau. 
Sein älterer Bruder Adolf List (* 1828, Vater von Adolph Moritz List) hatte in Russland eine Zuckerfabrik errichtet.
Gustav machte eine Lehre in den USA und zog 1856 nach Russland, wo er als Mechaniker in einer Zuckerfabrik in Woronesch arbeitete. Hier baute er seine erste mechanische Feuerlöschpumpe. 

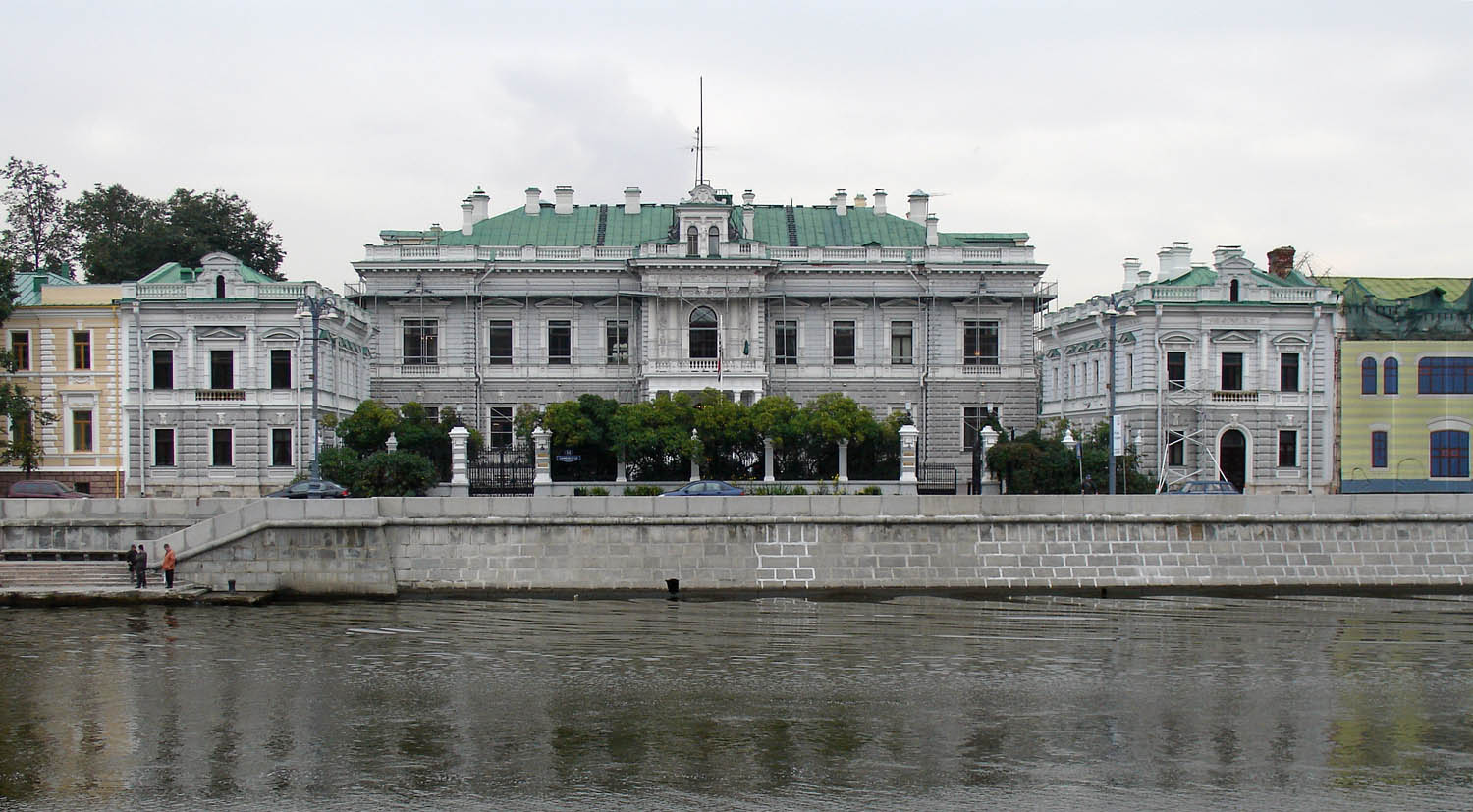
Sofiyskaya 14

1863 zog er nach Moskau, wo er sich vorübergehend auf der Insel Baltchug ein Haus an der Sofiyskaya 12/14, gegenüber dem Kreml kaufte (später britische Botschaft). In seiner mechanischen Werkstatt für Pumpen und Brandbekämpfungsgeräte beschäftigte er anfangs 13 Mitarbeiter. 1870 baute er eine Schmiede und errichtete das Gebäude für die Dampfmaschine. Nachdem die Fabrik 1872 abgebrannt war, errichtete er sie an einem anderen Standort. 1876 beschäftigte er schon 150 Leute. 
1897 wurde das Unternehmen in eine Aktiengesellschaft umgewandelt, in dem auch seine Söhne Nikolaus und Alexander mitwirkten. Er gründete eine Gießerei und begann im gleichen Jahr mit der Produktion von Hydranten.
1898 ließ er sich von den Architekten Lev Nikolayevich Kekushev und William Walcot (1874–1943) in der Glasow-Straße 8 ein neues Haus bauen, in dem er bis zu seinem Tod lebte. 
1905 produziert er den ersten russischen Kompressor. Im gleichen Jahr machten seine Arbeiter einen Aufstand. 1913 beschäftigte er 1400 Leute. 
Bestattet ist er auf dem Wwedenskoje-Friedhof. 
Im Ersten Weltkrieg produzierte das Werk Granaten. 